# 横山真由美
横山 真由美（よこやま まゆみ、12月6日 - ）は、日本の漫画家。長野県出身。血液型はO型。
1999年、「噂使い」で第44回小学館新人コミック大賞少女・女性部門で佳作を受賞。同年、『スペシャル別冊少女コミック』に掲載されデビュー。その後、『デラックスBetsucomi』や『ベツコミ』（いずれも小学館）などに読切や連載作品を掲載。いまどきの女子高校生を主人公にしたラブコメディー作品が多い。代表作は『私立!美人坂女子高校』『ギャリズム』『I♥HS 』。2010年3月24日現在、『デラックスBetsucomi』で『続、私立!美人坂女子高校』を連載中である。

## 主な作品
- チキチキバナナ - 読切作品。同名の短編集（2002年、小学館）に収録
- Mのよろめき （2002年、デラックスBetsucomi、小学館） - 読切作品。同名の短編集（2003年、小学館）に収録
- 男の子ずかん（2002年 - 2003年、Betsucomi） - 単行本全1巻（2003年、小学館）
- 私立!美人坂女子高校（2003年 - 2004年、Betsucomi、小学館） - 単行本全3巻（2004年、小学館）
- アイツに恋した4つの理由 - 短編集（2005年、小学館）
- アタシがハマった4つの純愛 - 短編集（2005年、小学館）
- オトメンタル（2007年、ベツコミ、小学館） - 単行本全2巻（2007年 - 2008年、小学館）
- ギャリズム - 単行本全6巻（2005年 - 2007年、小学館）
- 美女塾 - 単行全2巻（2008年、小学館）
- I♥HS - 単行本、全2巻（2009年、小学館）
- 続!美人坂女子高校 - 単行本、全5巻（2010年 - 2013年、小学館）
- オトナの男の子ずかん - 単行本、全1巻（2013年、小学館）
- キスうま男子の育て方 - 単行本、全1巻（2014年、小学館）
- 恋愛こじらせ選手権 - 単行本、全1巻（2015年、小学館）
- コイシタココロ - 単行本、全1巻（2015年、小学館）
- スウィートHR～南先生のヒミツの放課後～ - 単行本、全2巻（2015年 - 2016年、小学館）
- ラブ・トレ～恋愛体質改善講座～ - 単行本、全2巻（2016年 - 2017年、小学館）
- お泊まりと休憩のあいだに - 単行本、全1巻（2017年、小学館）
- つまり、アレ。 - 単行本、全4巻[1]（2017年 - 2021年、小学館）
- 年下彼氏溺愛日記 - 単行本、全3巻[2]（2018年 - 2020年、小学館）